# إيفان ك. كيم
إيفان ك. كيم (بالإنجليزية: Evan C. Kim)‏ هو كاتب سيناريو وممثل أمريكي، ولد في 17 فبراير 1953.

## أعمال

### أفلام
- (1988) البركة الميتة

## وصلات خارجية
- إيفان ك. كيم على موقع IMDb (الإنجليزية)
- إيفان ك. كيم على موقع ألو سيني (الفرنسية)
- إيفان ك. كيم على موقع قاعدة بيانات الفيلم (الإنجليزية)
- إيفان ك. كيم على موقع كينوبويسك (الروسية)